# 消費経済審議会
消費経済審議会（しょうひけいざいしんぎかい）は、経済産業省が所管する審議会である。

## 概要
経済産業省設置法第6条に基づき、中央省庁再編にともなって2001年1月6日に設置された審議会である（ただし、それ以前にも同名の審議会が存在した）。同法第8条には、本審議会は以下の事務を所掌するとされている。
- 割賦販売法、特定商取引に関する法律、家庭用品品質表示法及び消費生活用製品安全法の規定によりその権限に属させられた事項を処理する。

庶務は、商務情報政策局消費・流通政策課において処理される。

## 部会
- 割賦販売部会
- 特定商取引部会
- 製品安全部会

## 委員
2021年6月7日時点の委員は以下のとおり。

### 会長
- 升田純 - 弁護士

### 委員
- 神山久美 - 山梨大学大学院総合研究部教育学域 教授
- 木村たま代 - 主婦連合会 事務局長
- 倉貫浩一 - 読売新聞東京本社 論説委員
- 小塚荘一郎 - 学習院大学法学部 教授
- 田辺恵子 - 主婦連合会 環境部
- 三上喜貴 - 開志専門職大学副学長・情報学部 学部長
- 唯根妙子 - 消費生活アドバイザー

（旧委員と思われます。）
- 青山理恵子 - 社団法人日本消費生活アドバイザー・コンサルタント協会副会長
- 大河内美保 - 主婦連合会副会長
- 鈴木郷史 - 社団法人日本訪問販売協会会長
- 高芝利仁 - 弁護士
- 田口義明 - 国民生活センター理事
- 田中利見 - 上智大学経済学部教授
- 南条俊二 - 読売新聞社論説副委員長
- 早川克巳  - 川村学園女子大学教授
- 晝間文彦 - 早稲田大学商学部教授
- 広重美希 - 財団法人日本消費者協会総務グループマネージャー・検定リーダー
- 松本恒雄 - 一橋大学大学院法学研究科教授
- 宮川雄司  - 東京都生活文化局消費生活部長
- 宮村鐵夫 - 中央大学理工学部教授
- 山中博子 - 全国地域婦人団体連絡協議会理事
- 山本豊 - 京都大学大学院法学研究科教授